# 奈良梨宿
奈良梨宿（ならなしじゅく）は、武蔵国比企郡奈良梨村、川越児玉往還（川越道）にあった宿場。現在の埼玉県比企郡小川町大字奈良梨の奈良梨交差点周辺が該当する。
この地はかつての鎌倉街道上道の拠点として、戦国時代には平時に馬3頭、戦時に馬10頭を置く伝馬宿であった。『新編武蔵風土記稿』の「奈良梨村」に、「天正の頃には既に継場であった」とある。

## 最寄り駅
- 東武鉄道東上本線 小川町駅
  - 熊谷駅行きバス「奈良梨」バス停下車

## 史跡・みどころ
- 奈良梨陣屋跡 - 小川町指定文化財／記念物（史跡）[3]
- 鎌倉街道上道跡（奈良梨・伊勢根・能増） - 小川町指定文化財／記念物（史跡）[4]
- 八和田神社

## 隣の宿
川越児玉往還
菅谷宿 - 奈良梨宿 - 今市宿